# August Burckhardt (Historiker)

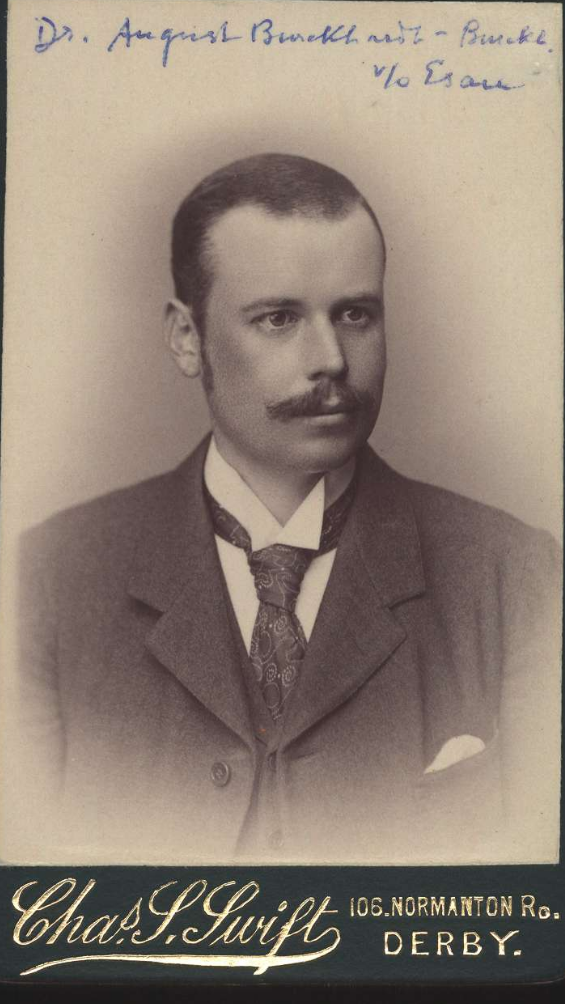
August Burckhardt-Burckhardt

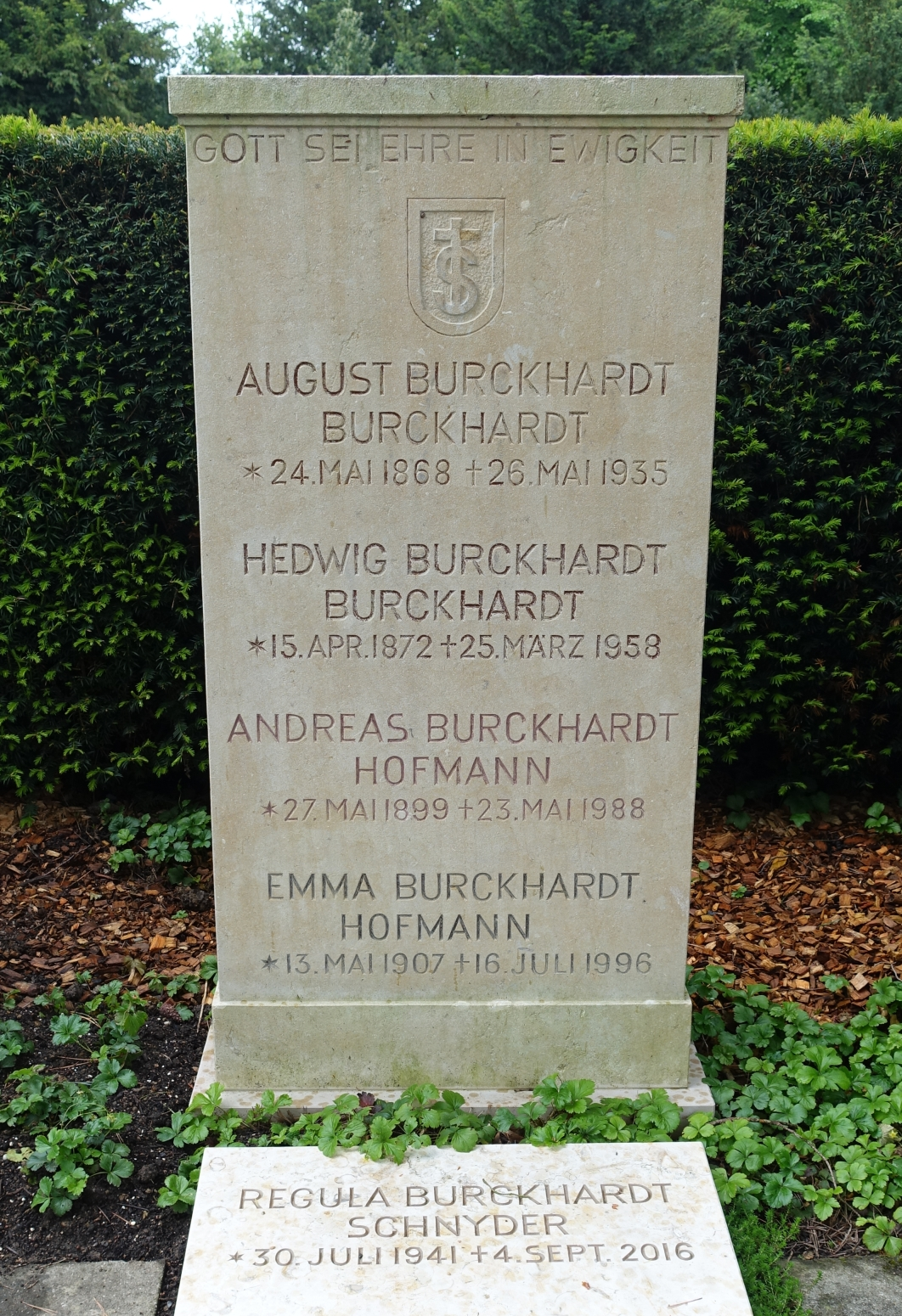
Grab auf dem Friedhof am Hörnli

Ludwig August Burckhardt (auch Burckhardt-Burckhardt; * 24. Mai 1868 in Basel; † 26. Mai 1935 ebenda) war ein Schweizer Historiker und Bibliothekar.

## Leben
Burckhardt wuchs in einem Haushalt auf, in dem viele Menschen aus Kunst, Kultur und Wissenschaft zu Gast waren, wie Jacob Burckhardt, Eduard Hagenbach-Bischoff, August Socin, Joseph Joachim, Johannes Brahms oder Clara Schumann. Er besuchte das Humanistische Gymnasium Basel und bestand dort 1887 die Reifeprüfung. Anschliessend ging er zum Studium der Theologie an die Akademie Neuchâtel. Im zweiten Studienjahr kehrte er nach Basel zurück, um an der dortigen Universität Philologie und Geschichte zu studieren. Es folgten Studienaufenthalte an den Universitäten von Heidelberg, Berlin und Jena. In Jena wurde er auch Mitglied des Philologischen Vereins, später dessen Vorsitzender. Bei seinem Vetter und Lehrer Heinrich Gelzer wurde er 1892 mit der Dissertation De Hieroclis Synecdemi codieibus commentano zum Dr. phil. promoviert. Danach unternahm er diverse Studienreisen durch Europa, um sich auf eine akademische Laufbahn vorzubereiten, die ihm allerdings verwehrt blieb.
Burckhardt wurde in Basel zunächst Bibliothekar und Vorsteher der Vaterländischen Bibliothek, bis diese in die Universitätsbibliothek Basel integriert wurde. Daneben wirkte er als Privatgelehrter, insbesondere im Bereich der Regionalgeschichte, Genealogie und Heraldik. Zwischenzeitlich war er Assistent am Historischen Museum Basel.
Burckhardt war Mitglied der Historischen und Antiquarischen Gesellschaft zu Basel an. Zweimal war er auch deren Präsident. Auch war er Mitglied der Heraldischen Gesellschaft bzw. Aktuar des Schweizer Archives für Heraldik und der Allgemeinen Geschichtsforschenden Gesellschaft der Schweiz.
Burckhardt hatte daneben viele weitere Ehrenämter inne, so war er Mitglied der Kommission für das Historische Museum, Vorstandsmitglied der Taubstummenanstalt Riehen, Armenpfleger und Schreiber der Bezirkspflege St. Alban, Quartiermeister und Präsident der Kommission für die Ferienversorgung armer und erholungsbedürftiger Schulkinder sowie Präsident der Kommission zum Bläsistift (Kleinbasler Volkshaus). Endlich war er Präsident und Ehrenmitglied des Basler Gesangvereins und Mitglied des Weiteren Bürgerrates und der Bürgerkommission, des Zunftvorstandes zum Schlüssel und des Denkmalrates der Öffentlichen Basler Denkmalpflege.
Burckhardt war seit 1895 mit Maria Hedwig Burckhardt (1872–1958) verheiratet. Ihr ältester Sohn war August Burckhardt-Brandenberg. Der Kunstliebhaber und Wanderfreund Burckhardt starb an einem Herzinfarkt. Seine letzte Ruhestätte fand er auf dem Friedhof am Hörnli.

## Werke (Auswahl)
Burckhardt arbeitete unter anderem an den mehrbändigen Werken Die Burgen des Sisgaus (1909–1914) und Wappenbuch der Stadt Basel (1917–1930) mit.
- Stadtschreiber Heinrich Rhyner (1490–1553). In: Basler Zeitschrift für Geschichte und Altertumskunde, Bd. 2, 1903. (Digitalisat)
- Die Eberler genannt Grünenzwig. In: Basler Zeitschrift für Geschichte und Altertumskunde, 1905. (Digitalisat)
- Untersuchungen zur Genealogie der Grafen von Tierstein. In: Basler Zeitschrift für Geschichte und Altertumskunde, Teil 1: doi:10.5169/seals-112378, Teil 2: Digitalisat
- De Hieroclis Synecdemi codieibus commentano, Leipzig 1892.
- Der Aufstandsversuch der Brüder Peter und Hans Bischoff im Jahre 1482, nebst Mitteilungen über den Tumult von 1402, sowie Notizen zur Genealogie der Familie Bischoff im 14. und 15. Jahrhundert, Beitrage zur vaterländischen Geschichte, Band 5, Basel 1901.
- Basler in fremden Diensten. 95. Neujahrsblatt der Gesellschaft zur Beförderung des Guten und Gemeinnützigen, Basel 1917.
- Herkommen und Heimat der Familie Burckhardt in Basel und ihre soziale Stellung in den ersten Generationen, Basel 1929.